# Ctenophorus nuchalis
Ctenophorus nuchalis — вид ігуаноподібних ящірок родини агамових (Agamidae). Ендемік Австралії.

## Поширення й екологія
Ctenophorus nuchalis широко поширені в Австралії, від західного узбережжя Західної Австралії до центральної частини Квінсленду і Нового Південного Уельсу. Вони живуть у пустелях, напівпустелях та сухих чагарникових заростях, серед піщаних дюн. Живляться переважно комахами.